# Forever True – 1991–2001
Forever True – 1991–2001 é a primeira compilação da banda Earth Crisis, lançado a 9 de Outubro de 2001.

## Faixas
1. "Killing Brain Cells" - 3:14
2. "Behind the Wire" - 2:34
3. "Biomachines" - 3:34
4. "Slither" - 4:00
5. "Nemesis" - 5:02
6. "Broken Foundation" - 4:00
7. "Situation Degenerates" - 2:39
8. "Cease to Exist" - 3:54
9. "Gomorroah's Season Ends" - 3:26
10. "New Ethic" - 2:53
11. "Destroy the Machines" - 3:12
12. "The Wrath of Sanity" - 3:52
13. "Deliverance" - 3:11
14. "Born from Pain" - 3:16
15. "Firestorm" - 3:51
16. "Forged In the Flames" - 2:45
17. "Ecocide" - 2:53
18. "All Out War" - 2:42
19. "Sunshine of Your Love" (ao vivo) - 3:41
20. "Smash or Be Smashed" (ao vivo) - 2:37
21. "Forced March" (ao vivo) - 6:34